# Alfredo Zibechi
Alfredo Zibechi (Montevideo, 30 de octubre de 1895 - Montevideo, 19 de junio de 1958) un futbolista uruguayo que jugaba en la posición de centrocampista defensivo, lo que antiguamente se denominaba centre-half. Fue seis veces campeón uruguayo con el Club Nacional de Football y tres veces campeón de América y una vez campeón olímpico con la selección de fútbol de Uruguay.

## Selección nacional
Fue internacional con la selección Uruguaya desde 1915 hasta 1924 disputando un total de 38 partidos.

### Participaciones en Juegos Olímpicos[1][4]
| Juegos                | Sede  | Resultado | Partidos | Goles |
| --------------------- | ----- | --------- | -------- | ----- |
| Juegos Olímpicos 1924 | París | Campeón   | 1        | 0     |

### Participaciones en Copa América
| Copa              | Sede      | Resultado  | Partidos | Goles |
| ----------------- | --------- | ---------- | -------- | ----- |
| Copa América 1916 | Argentina | Campeón    | 1        | 0     |
| Copa América 1919 | Brasil    | Subcampeón | 4        | 0     |
| Copa América 1920 | Chile     | Campeón    | 3        | 0     |
| Copa América 1921 | Argentina | 3° puesto  | 3        | 0     |
| Copa América 1922 | Brasil    | 3° puesto  | 4        | 0     |
| Copa América 1924 | Uruguay   | Campeón    | 1        | 0     |

## Clubes[5]
| Equipo               | País    | Periodo   |
| -------------------- | ------- | --------- |
| Montevideo Wanderers | Uruguay | 1915-1917 |
| Nacional             | Uruguay | 1917-1926 |

## Palmarés

### Campeonatos nacionales
| Título                  | Club     | País    | Año  |
| ----------------------- | -------- | ------- | ---- |
| Campeonato Uruguayo     | Nacional | Uruguay | 1917 |
| Copa de Honor           | Nacional | Uruguay | 1917 |
| Campeonato Uruguayo (2) | Nacional | Uruguay | 1919 |
| Copa Competencia        | Nacional | Uruguay | 1919 |
| Copa Albion             | Nacional | Uruguay | 1919 |
| Campeonato Uruguayo (3) | Nacional | Uruguay | 1920 |
| Copa León Peyrou        | Nacional | Uruguay | 1920 |
| Copa Competencia (2)    | Nacional | Uruguay | 1921 |
| Copa León Peyrou (2)    | Nacional | Uruguay | 1921 |
| Campeonato Uruguayo (4) | Nacional | Uruguay | 1922 |
| Copa León Peyrou (3)    | Nacional | Uruguay | 1922 |
| Campeonato Uruguayo (5) | Nacional | Uruguay | 1923 |
| Copa Competencia (3)    | Nacional | Uruguay | 1923 |
| Campeonato Uruguayo (6) | Nacional | Uruguay | 1924 |

### Campeonatos internacionales
| Título                      | Equipo                    | Año  |
| --------------------------- | ------------------------- | ---- |
| Copa América                | Selección uruguaya        | 1916 |
| Copa Aldao                  | Club Nacional de Football | 1919 |
| Copa América (2)            | Selección uruguaya        | 1920 |
| Copa Aldao (2)              | Club Nacional de Football | 1920 |
| Oro en los Juegos Olímpicos | Selección uruguaya        | 1924 |
| Copa América (3)            | Selección uruguaya        | 1924 |